# Thomas Colditz

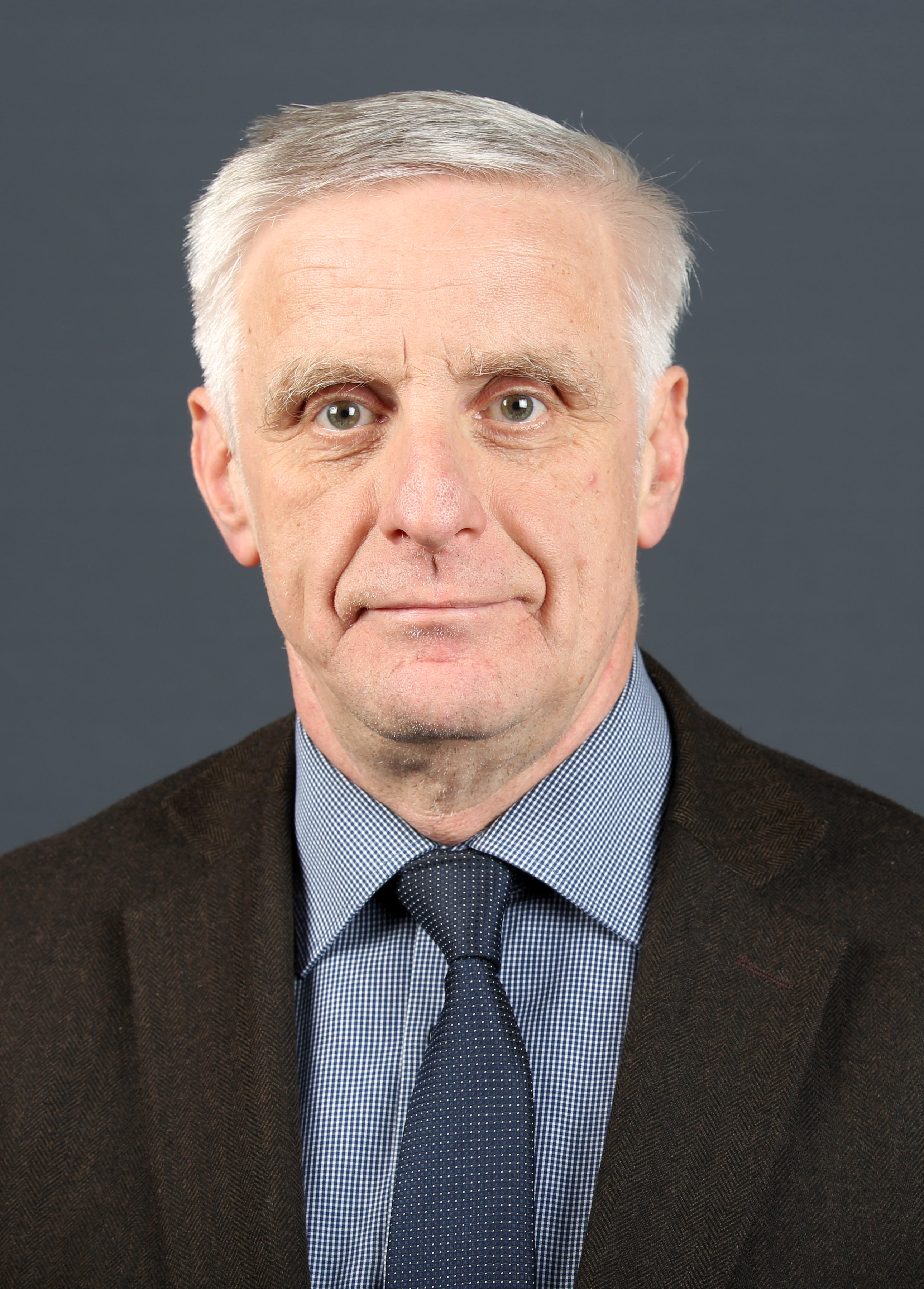
Thomas Colditz (2016)

Thomas Frank Colditz (* 8. September 1957 in Aue) ist ein deutscher Politiker (CDU). Er war von 1990 bis 2019 Mitglied des Sächsischen Landtags.

## Leben
Nach dem Abitur 1976 an der Erweiterten Oberschule (EOS, seit 1992 Clemens-Winkler-Gymnasium) in Aue, studierte Colditz von 1978 bis 1982 zum Diplomlehrer für Polytechnischen Unterricht an der Technischen Hochschule Karl-Marx-Stadt und war anschließend bis 1985 als Lehrer in Schwarzenberg und Breitenbrunn angestellt. Diese Tätigkeit übte er weiterhin bis 1990 am Polyko in Aue (heute Bildungszentrum Erzgebirge) aus.
Colditz ist Mitglied im Sächsischen Lehrerverband, in der Gemeinschaft christlicher Lehrer und Erzieher. Ferner gehört er dem Landesfachausschuss Bildung der CDU Sachsen, dem Kuratorium Musikfest Erzgebirge sowie dem Kirchenvorstand der Kirchgemeinde Aue-Zelle an. Thomas Colditz ist ledig und evangelisch-lutherischer Konfession.

## Politik
Colditz trat 1985 der DDR-Blockpartei CDU bei und beteiligte sich in seiner Region aktiv an der Wende in der DDR. Von 1990 bis 1994 war Colditz Stadtrat in Aue.
Seit 1990 ist er Mitglied des Sächsischen Landtags und vertritt dort den Wahlkreis Aue-Schwarzenberg 1. Er ist stets als Direktkandidat in das Landesparlament eingezogen. Dazu ist er Mitglied der Christlich-Demokratischen Arbeitnehmerschaft. In den vergangenen Wahlperioden war Colditz Mitglied im Petitionsausschuss, Schul- und Sportausschuss, Finanzausschuss und Innenausschuss des Landtages, außerdem im Fraktionsvorstand seiner Partei. In der 5. Wahlperiode (2009–2014) war er Mitglied im Petitionsausschuss und des Untersuchungsausschusses zum Nationalsozialistischen Untergrund. Bis zum September 2012 war er Mitglied im Schul- und Sportausschuss; seit Januar 2013 ist er Mitglied im Haushalts- und Finanzausschuss. Er war langjähriger bildungspolitischer Sprecher seiner Fraktion.
Am 30. Mai 2015 wurde ihm von Landtagspräsident Matthias Rößler „für seine Verdienste um die Gestaltung des sächsischen Bildungssystems“ die Sächsische Verfassungsmedaille verliehen.
Er trat bei der Landtagswahl in Sachsen 2019 nicht erneut an. Nun engagiert er sich im Stadtrat von Aue-Bad Schlema.

## Positionen
Colditz war von 1994 bis 2012 bildungspolitischer Sprecher der CDU-Landtagsfraktion. In dieser Funktion erarbeitete er das Sächsische Schulgesetz sowie das Gesetz über Schulen in freier Trägerschaft mit aus und trug zu deren inhaltlicher Umsetzung im Laufe der Jahre bei. Schwerpunkte dieser inhaltlichen Ausgestaltungen waren unter anderen die Entwicklung der sächsischen Mittelschule, die Reform der gymnasialen Oberstufe, inhaltliche Fragen der Schulen in freier Trägerschaft sowie die Personalpolitik im sächsischen Schulsystem. Im Jahr 2004 setzte er sich mit einem Volksantrag zur Schulpolitik auseinander und erarbeitete gemeinsam mit den Initiatoren des Antrags sowie seiner Fraktion ein Konzept zur Erhaltung eines flächendeckenden Schulangebotes, insbesondere im ländlichen Raum.
Von seinem Amt als bildungspolitischer Sprecher der CDU-Fraktion trat Colditz am 31. August 2012 nach einer harten Auseinandersetzung um die Schulpolitik der CDU/FDP-Regierung zurück. Im Kern ging es dabei um die Umwandlung von Mittelschulen in sogenannte Oberschulen, den er als „Etikettenschwindel“ bezeichnete, und den Lehrermangel an sächsischen Schulen. Dabei kritisierte er vor allem, dass es innerhalb der CDU Sachsen an einer sachlichen Auseinandersetzung in Bildungsfragen mangele und dass zu spät auf den sich anbahnenden Lehrermangel reagiert worden wäre, der durch jahrelang nur geringfügige Einstellung von Junglehrern herbeigeführt worden ist. Bereits im November 2011 hatte er geäußert, dass in Sachsen ein funktionierendes Schulsystem „ohne Not an die Wand gefahren“ werde. Bereits im März 2012 war der langjährige CDU-Kultusminister Roland Wöller mit der Begründung von seinem Amt zurückgetreten, er könne die geplanten Kürzungen im Bildungsbereich und den damit verbundenen Abbau von Lehrerstellen nicht mittragen.